# Aistė Pilvelytė
Aistė Pilvelytė, född 27 juli 1979 i Kaunas, är en litauisk sångerska.

## Karriär
Musikkarriären började 1990 då hon var elva år gammal och gick med i en barnmusikgrupp. Hon var med i ytterligare två popgrupper under ungdomsåren, Pagalvėlės och Exem.
Hennes självbetitlade debutalbum Aistė släpptes år 2000 av Jam Records och innehåller tolv låtar. År 2008 släpptes hennes andra album Meilė dar gyva med tretton låtar av Monaco Music.
Hon har deltagit i Litauens nationella uttagning till Eurovision Song Contest år 1999, 2005, 2006, 2007, 2008, 2010 och 2014. Hon har kommit på andra plats två av de sex gångerna hon deltagit. Vid uttagningen 2008 framförde hon låten "Troy on Fire" och fick 432 telefonröster färre än den vinnande sångaren Jeronimas Milius med låten "Nomads in the Night". Vid uttagningen 2010 framförde hon låten "Melancolia" och kom fyra poäng efter det vinnande bandet InCulto med låten "East European Funk". Hon kom även trea år 2007 med låten "Emotional Crisis".

## Diskografi

### Album
- 2000 - Aistė
- 2008 - Meilė dar gyva